# Data Control Language
In informatica il Data Control Language (DCL) è una parte del più esteso linguaggio SQL che comprende i costrutti necessari per fornire o revocare agli utenti i permessi necessari per poter utilizzare i comandi di Data Definition Language (DDL) e Data Manipulation Language, oltre agli stessi comandi DCL (che gli servono a sua volta per poter modificare i permessi su alcuni oggetti).

## Descrizione

### Create User, Alter User e Drop User
Lo standard SQL non specifica in quale modo debba essere possibile creare, eliminare o modificare gli utenti di un database. La maggior parte dei DBMS a tale scopo implementa i comandi non standard CREATE USER (che crea un utente e specifica quali permessi deve avere) e DROP USER (che elimina un utente). Per la modifica, alcuni DBMS implementano ALTER USER, ma non è un comando molto diffuso, mentre è più diffuso SET PASSWORD.

### Grant
Il comando Grant fornisce uno o più permessi a un determinato utente su un determinato oggetto del database (es: il permesso di inserimento in una tabella).

#### Sintassi del comando Grant
```
 
GRANT
 
''
privilegi
''

  
ON
 
''
oggetti
''

  
TO
 
{
 
PUBLIC
 
|
 
''
nome_ddde
''
 
[,
 
...]
 
}

  
[
 
WITH
 
GRANT
 
OPTION
 
]

```

- PUBLIC indica che il privilegio deve essere assegnato a tutti gli utenti, compresi quelli che verranno creati in seguito e ai quali non verrà espressamente negato.

- Se si specifica WITH GRANT OPTION, l'utente avrà la possibilità di assegnare gli stessi privilegi anche ad altri utenti, o eventualmente revocarli.

### Revoke
Il comando Revoke revoca uno o più permessi a un determinato utente su un determinato tipo di oggetti (es: il permesso di cancellazione da una tabella).

#### Sintassi del comando Revoke
```
 
REVOKE
 
[
 
GRANT
 
OPTION
 
FOR
 
]
 
''
privilegi
''

  
ON
 
''
oggetto
''

  
FROM
 
{
 
PUBLIC
 
|
 
''
nome_utente
''
 
[,
 
...]
 
}

  
{
 
RESTRICT
 
|
 
CASCADE
 
}

```

- GRANT OPTION FOR specifica che non si intende eliminare il privilegio in sé, ma il diritto di un certo utente di accordare o revocare tale permesso ad altri.

- PUBLIC indica che il permesso viene revocato a tutti gli utenti, compresi quelli che verranno creati in futuro e ai quali non verrà espressamente garantito.

- CASCADE indica che bisogna eliminare gli oggetti ai quali nessun utente ha più il permesso di accedere. RESTRICT, che è il valore predefinito, indica che tali oggetti devono essere preservati.